# Hemithea profecta
Hemithea profecta là một loài bướm đêm trong họ Geometridae.